# Llista de topònims de Castellfollit de Riubregós
Llista de topònims (noms propis de lloc) del municipi de Castellfollit de Riubregós, a l'Anoia
Informació actualitzada per un bot. Els canvis manuals es perdran quan s'actualitzi!

## cabana
| imatge | Nom                    | Ubicat a                   | instància de | Detalls       | coordenades                                                                  | Protecció | Commons (més fotos) | Dades a WD                    |
| ------ | ---------------------- | -------------------------- | ------------ | ------------- | ---------------------------------------------------------------------------- | --------- | ------------------- | ----------------------------- |
|        | cabana de Cal Raïc     | Castellfollit de Riubregós | cabana       |               | 41° 44′ 24″ N, 1° 25′ 37″ E / 41.7400452590269°N,1.42696248380952°E          |           |                     | Modifica les dades a Wikidata |
|        | cabana de Cal Ros      | Castellfollit de Riubregós | cabana       |               | 41° 45′ 36″ N, 1° 25′ 24″ E / 41.7599361580828°N,1.42332507341269°E 627 msnm |           |                     | Modifica les dades a Wikidata |
|        | cabana de Pedra Lliure | Castellfollit de Riubregós | cabana       |               | 41° 47′ 26″ N, 1° 28′ 07″ E / 41.790495600991°N,1.46858541208031°E 561 msnm  |           |                     | Modifica les dades a Wikidata |
|        | cabana de l'Alzina     | Castellfollit de Riubregós | cabana       | Estat: ruïnós | 41° 45′ 20″ N, 1° 25′ 19″ E / 41.7555477668315°N,1.4218568026115°E 626 msnm  |           |                     | Modifica les dades a Wikidata |
|        | cabana del Canals      | Castellfollit de Riubregós | cabana       |               | 41° 46′ 49″ N, 1° 25′ 56″ E / 41.7804121142946°N,1.43216103156915°E 460 msnm |           |                     | Modifica les dades a Wikidata |
|        | cabana del Matalí      | Castellfollit de Riubregós | cabana       |               | 41° 44′ 31″ N, 1° 24′ 41″ E / 41.7418119934502°N,1.41135809314887°E 668 msnm |           |                     | Modifica les dades a Wikidata |
|        | cabana del Millars     | Castellfollit de Riubregós | cabana       |               | 41° 44′ 41″ N, 1° 24′ 52″ E / 41.7447356690652°N,1.41436472644217°E 672 msnm |           |                     | Modifica les dades a Wikidata |
|        | cabana del Ramonet     | Castellfollit de Riubregós | cabana       | Estat: ruïnós | 41° 45′ 45″ N, 1° 25′ 15″ E / 41.7624062924503°N,1.42087070969959°E 617 msnm |           |                     | Modifica les dades a Wikidata |
|        | cabana del Ros         | Castellfollit de Riubregós | cabana       |               | 41° 45′ 10″ N, 1° 24′ 31″ E / 41.752766°N,1.408483°E 668 msnm                |           |                     | Modifica les dades a Wikidata |
|        | cobert del Bassols     | Castellfollit de Riubregós | cabana       |               | 41° 45′ 30″ N, 1° 25′ 18″ E / 41.758300067809°N,1.421584869088°E 623 msnm    |           |                     | Modifica les dades a Wikidata |
|        | era del Nillo          | Castellfollit de Riubregós | cabana       |               | 41° 44′ 27″ N, 1° 26′ 02″ E / 41.7407594830142°N,1.43375149109743°E 705 msnm |           |                     | Modifica les dades a Wikidata |
|        | era del Parreta        | Castellfollit de Riubregós | cabana       |               | 41° 44′ 39″ N, 1° 24′ 36″ E / 41.7442079936166°N,1.41007235140356°E 665 msnm |           |                     | Modifica les dades a Wikidata |
|        | pallissa de Cal Clàuco | Castellfollit de Riubregós | cabana       |               | 41° 45′ 44″ N, 1° 25′ 46″ E / 41.7622812403872°N,1.42948692237501°E 580 msnm |           |                     | Modifica les dades a Wikidata |
|        | pallissa del Godó      | Castellfollit de Riubregós | cabana       | Estat: ruïnós | 41° 46′ 51″ N, 1° 27′ 38″ E / 41.7808784330616°N,1.46064387368993°E 494 msnm |           |                     | Modifica les dades a Wikidata |

## casa
| imatge | Nom                        | Ubicat a                   | instància de | Detalls                                  | coordenades                                                                      | Protecció                                  | Commons (més fotos)                                | Dades a WD                    |
| ------ | -------------------------- | -------------------------- | ------------ | ---------------------------------------- | -------------------------------------------------------------------------------- | ------------------------------------------ | -------------------------------------------------- | ----------------------------- |
|        | Cal Litet de Castellfollit | Castellfollit de Riubregós | casa         | Estil: arquitectura popular 20th century | 41° 46′ 34″ N, 1° 26′ 20″ E / 41.7762°N,1.43892°E ca:C. Verge del Roser 473 msnm | bé integrant del patrimoni cultural català | Cal Litet de Castellfollit                         | Modifica les dades a Wikidata |
|        | casa a la plaça Major      | Castellfollit de Riubregós | casa         | Estil: noucentisme 20th century          | 41° 46′ 34″ N, 1° 26′ 17″ E / 41.7762°N,1.4381°E ca:Pl. Major 478 msnm           | bé integrant del patrimoni cultural català | Casa a la plaça Major (Castellfollit de Riubregós) | Modifica les dades a Wikidata |

## castell
| imatge | Nom                      | Ubicat a                   | instància de | Detalls | coordenades                                                                      | Protecció                                            | Commons (més fotos)      | Dades a WD                    |
| ------ | ------------------------ | -------------------------- | ------------ | ------- | -------------------------------------------------------------------------------- | ---------------------------------------------------- | ------------------------ | ----------------------------- |
|        | Castell de Castellfollit | Castellfollit de Riubregós | castell      |         | 41° 46′ 35″ N, 1° 26′ 13″ E / 41.7764°N,1.43694°E ca:Damunt la població 525 msnm | bé d'interès cultural bé cultural d'interès nacional | Castell de Castellfollit | Modifica les dades a Wikidata |
|        | Castell de Taus          | Castellfollit de Riubregós | castell      |         | 41° 47′ 10″ N, 1° 27′ 29″ E / 41.78624°N,1.45814°E 600 msnm                      |                                                      |                          | Modifica les dades a Wikidata |

## edifici
| imatge | Nom                  | Ubicat a                   | instància de   | Detalls                                         | coordenades                                                         | Protecció                                  | Commons (més fotos) | Dades a WD                    |
| ------ | -------------------- | -------------------------- | -------------- | ----------------------------------------------- | ------------------------------------------------------------------- | ------------------------------------------ | ------------------- | ----------------------------- |
|        | Casal Parroquial     | Castellfollit de Riubregós | edifici        | Estil: noucentisme Estat: enderrocat o destruït | 41° 46′ 36″ N, 1° 26′ 17″ E / 41.77659°N,1.43794°E 472 msnm         | bé integrant del patrimoni cultural català |                     | Modifica les dades a Wikidata |
|        | corral del Ballester | Castellfollit de Riubregós | edifici corral |                                                 | 41° 47′ 18″ N, 1° 27′ 29″ E / 41.7883382447358°N,1.45813070874538°E |                                            |                     | Modifica les dades a Wikidata |

## església
| imatge | Nom                                                 | Ubicat a                   | instància de                 | Detalls                                        | coordenades | Protecció                                            | Commons (més fotos)                                 | Dades a WD                    |
| ------ | --------------------------------------------------- | -------------------------- | ---------------------------- | ---------------------------------------------- | --- | ---------------------------------------------------- | --------------------------------------------------- | ----------------------------- |
|        | Mare de Déu del Roser de Castellfollit de Riubregós | Castellfollit de Riubregós | església església parroquial | Estil: historicisme arquitectònic 20th century | 41° 46′ 34″ N, 1° 26′ 18″ E / 41.776°N,1.43828°E ca:Pl. Major 578 msnm                                                | bé integrant del patrimoni cultural català           | Mare de Déu del Roser de Castellfollit de Riubregós | Modifica les dades a Wikidata |
|        | Sant Pere de Magrà                                  | Castellfollit de Riubregós | església                     | Estil: arquitectura popular 1652               | 41° 45′ 14″ N, 1° 26′ 14″ E / 41.7539°N,1.4372°E ca:Camí de Castellfolli a Ferra, sota la masia de Can Magrà 555 msnm | bé integrant del patrimoni cultural català           | Sant Pere de Magrà                                  | Modifica les dades a Wikidata |
|        | Sants Metges de Marçà                               | Castellfollit de Riubregós | església                     | Estil: arquitectura popular                    | 41° 46′ 09″ N, 1° 25′ 18″ E / 41.7692°N,1.42179°E 551 msnm                                                            | bé integrant del patrimoni cultural català           | Sants Metges de Marçà                               | Modifica les dades a Wikidata |
|        | monestir de Santa Maria del Priorat                 | Castellfollit de Riubregós | església                     | Estil: arquitectura romànica                   | 41° 46′ 49″ N, 1° 26′ 06″ E / 41.7803°N,1.43492°E 472 msnm                                                            | bé d'interès cultural bé cultural d'interès nacional | Priorat de Santa Maria                              | Modifica les dades a Wikidata |

## granja
| imatge | Nom                      | Ubicat a                   | instància de | Detalls | coordenades                                                                  | Protecció | Commons (més fotos) | Dades a WD                    |
| ------ | ------------------------ | -------------------------- | ------------ | ------- | ---------------------------------------------------------------------------- | --------- | ------------------- | ----------------------------- |
|        | Granges Jolonch          | Castellfollit de Riubregós | granja       |         | 41° 46′ 48″ N, 1° 26′ 00″ E / 41.779968029328°N,1.43327887305505°E 463 msnm  |           |                     | Modifica les dades a Wikidata |
|        | Granges Torreguitart     | Castellfollit de Riubregós | granja       |         | 41° 46′ 41″ N, 1° 26′ 28″ E / 41.7781666137772°N,1.44121605694238°E 475 msnm |           |                     | Modifica les dades a Wikidata |
|        | Granges de Ca l'Ombra    | Castellfollit de Riubregós | granja       |         | 41° 47′ 01″ N, 1° 25′ 52″ E / 41.7836487912207°N,1.43108338271513°E 466 msnm |           |                     | Modifica les dades a Wikidata |
|        | Granges de l'Espardenyer | Castellfollit de Riubregós | granja       |         | 41° 46′ 32″ N, 1° 26′ 32″ E / 41.7756846699969°N,1.44216654129647°E 479 msnm |           |                     | Modifica les dades a Wikidata |
|        | Granges del Genaro       | Castellfollit de Riubregós | granja       |         | 41° 46′ 50″ N, 1° 25′ 49″ E / 41.780593239108°N,1.4302554105941°E 466 msnm   |           |                     | Modifica les dades a Wikidata |
|        | Granja del Canal         | Castellfollit de Riubregós | granja       |         | 41° 46′ 27″ N, 1° 26′ 41″ E / 41.7740630341871°N,1.44479261664103°E 493 msnm |           |                     | Modifica les dades a Wikidata |
|        | Torreguitart             | Castellfollit de Riubregós | granja       |         | 41° 46′ 33″ N, 1° 26′ 59″ E / 41.7759293051988°N,1.44959645715721°E 486 msnm |           |                     | Modifica les dades a Wikidata |

## masia
| imatge | Nom              | Ubicat a                                      | instància de | Detalls                                  | coordenades                                                                                            | Protecció                                  | Commons (més fotos)                      | Dades a WD                    |
| ------ | ---------------- | --------------------------------------------- | ------------ | ---------------------------------------- | --- | ------------------------------------------ | ---------------------------------------- | ----------------------------- |
|        | Barquets         | Castellfollit de Riubregós                    | masia        | Estil: arquitectura popular 18th century | 41° 46′ 09″ N, 1° 25′ 01″ E / 41.7693°N,1.41686°E ca:Camí d'Ivorra 565 msnm                            | bé integrant del patrimoni cultural català | Barquets (Castellfollit)                 | Modifica les dades a Wikidata |
|        | Cal Badia        | Castellfollit de Riubregós                    | masia        | Estil: arquitectura popular 18th century | 41° 47′ 32″ N, 1° 26′ 48″ E / 41.7923°N,1.44663°E ca:Partida de Masdenpere 611 msnm                    | bé integrant del patrimoni cultural català | Cal Badia (Castellfollit)                | Modifica les dades a Wikidata |
|        | Cal Balaga       | Castellfollit de Riubregós                    | masia        | Estat: parcialment destruït              | 41° 47′ 08″ N, 1° 25′ 39″ E / 41.7856722451164°N,1.42756827439497°E ca:Partida de Cal Balaga. 460 msnm |                                            |                                          | Modifica les dades a Wikidata |
|        | Cal Bernadí      | Castellfollit de Riubregós                    | masia        | Estat: enderrocat o destruït             | 41° 45′ 10″ N, 1° 26′ 21″ E / 41.7528380074227°N,1.43908682583046°E 565 msnm                           |                                            |                                          | Modifica les dades a Wikidata |
|        | Cal Carrasquet   | Castellfollit de Riubregós                    | masia        | 18th century Estat: ruïnós               | 41° 45′ 28″ N, 1° 26′ 35″ E / 41.757707°N,1.443114°E ca:Partida de Sant Pere de Magrà 605 msnm         |                                            |                                          | Modifica les dades a Wikidata |
|        | Cal Castellanes  | Castellfollit de Riubregós                    | masia        |                                          | 41° 45′ 19″ N, 1° 24′ 52″ E / 41.7553987585601°N,1.41430671755381°E 601 msnm                           |                                            |                                          | Modifica les dades a Wikidata |
|        | Cal Guinard      | Castellfollit de Riubregós                    | masia        | Estil: arquitectura popular 20th century | 41° 45′ 48″ N, 1° 25′ 04″ E / 41.7633°N,1.41764°E ca:Partida de les Enfeixes 621 msnm                  | bé integrant del patrimoni cultural català | Cal Guinard                              | Modifica les dades a Wikidata |
|        | Cal Magrà        | Castellfollit de Riubregós                    | masia        |                                          | 41° 45′ 11″ N, 1° 26′ 13″ E / 41.7530798342997°N,1.43700015236884°E 578 msnm                           |                                            |                                          | Modifica les dades a Wikidata |
|        | Cal Mardanàs     | Castellfollit de Riubregós                    | masia        |                                          | 41° 45′ 52″ N, 1° 26′ 39″ E / 41.764465°N,1.444199°E 607 msnm                                          |                                            |                                          | Modifica les dades a Wikidata |
|        | Cal Matons       | Castellfollit de Riubregós                    | masia        |                                          | 41° 46′ 54″ N, 1° 27′ 28″ E / 41.7816149962467°N,1.45781049138278°E                                    |                                            |                                          | Modifica les dades a Wikidata |
|        | Cal Millars      | Castellfollit de Riubregós                    | masia        | Estil: arquitectura popular 16th century | 41° 45′ 01″ N, 1° 24′ 58″ E / 41.7503°N,1.41614°E 670 msnm                                             | bé integrant del patrimoni cultural català | Cal Millars                              | Modifica les dades a Wikidata |
|        | Cal Miquelet     | Castellfollit de Riubregós                    | masia        |                                          | 41° 44′ 52″ N, 1° 24′ 53″ E / 41.7477049921963°N,1.41480879860228°E 674 msnm                           |                                            |                                          | Modifica les dades a Wikidata |
|        | Cal Morera       | Castellfollit de Riubregós                    | masia        |                                          | 41° 45′ 31″ N, 1° 25′ 41″ E / 41.758723°N,1.428151°E 600 msnm                                          |                                            |                                          | Modifica les dades a Wikidata |
|        | Cal Neula        | Calonge de Segarra Castellfollit de Riubregós | masia        |                                          | 41° 45′ 30″ N, 1° 27′ 03″ E / 41.758246°N,1.450828°E 582 msnm                                          |                                            |                                          | Modifica les dades a Wikidata |
|        | Cal Nillo        | Castellfollit de Riubregós                    | masia        |                                          | 41° 44′ 50″ N, 1° 26′ 20″ E / 41.747312870755°N,1.4389798111853°E 655 msnm                             |                                            |                                          | Modifica les dades a Wikidata |
|        | Cal Perutxo      | Castellfollit de Riubregós                    | masia        | Estat: ruïnós                            | 41° 45′ 19″ N, 1° 26′ 29″ E / 41.7552563172497°N,1.44140980903613°E 605 msnm                           |                                            |                                          | Modifica les dades a Wikidata |
|        | Cal Ponet        | Castellfollit de Riubregós                    | masia        |                                          | 41° 47′ 41″ N, 1° 25′ 17″ E / 41.794846°N,1.421505°E 455 msnm                                          |                                            |                                          | Modifica les dades a Wikidata |
|        | Cal Quec         | Castellfollit de Riubregós                    | masia        | Estil: arquitectura popular              | 41° 45′ 04″ N, 1° 24′ 58″ E / 41.751°N,1.41612°E 671 msnm                                              | bé integrant del patrimoni cultural català | Cal Quec                                 | Modifica les dades a Wikidata |
|        | Cal Rafael       | Castellfollit de Riubregós                    | masia        | Estat: ruïnós                            | 41° 47′ 26″ N, 1° 27′ 13″ E / 41.7905455567556°N,1.45349252861864°E 610 msnm                           |                                            |                                          | Modifica les dades a Wikidata |
|        | Cal Rollac       | Castellfollit de Riubregós                    | masia        | Estat: ruïnós                            | 41° 45′ 16″ N, 1° 26′ 00″ E / 41.754394°N,1.433328°E 605 msnm                                          |                                            |                                          | Modifica les dades a Wikidata |
|        | Cal Roters       | Castellfollit de Riubregós                    | masia        |                                          | 41° 44′ 56″ N, 1° 25′ 41″ E / 41.748966037005°N,1.4281155107567°E 618 msnm                             |                                            |                                          | Modifica les dades a Wikidata |
|        | Cal Tiquet       | Castellfollit de Riubregós                    | masia        |                                          | 41° 45′ 45″ N, 1° 25′ 18″ E / 41.762388933045°N,1.4217731539911°E ca:Partida de Cal Tiquet 627 msnm    |                                            |                                          | Modifica les dades a Wikidata |
|        | Cal Tonic        | Castellfollit de Riubregós                    | masia        |                                          | 41° 47′ 50″ N, 1° 27′ 56″ E / 41.797205690782°N,1.4654520845521°E 602 msnm                             |                                            |                                          | Modifica les dades a Wikidata |
|        | Cal Valentí      | Castellfollit de Riubregós                    | masia        |                                          | 41° 47′ 06″ N, 1° 28′ 18″ E / 41.7848986514429°N,1.47167894912516°E 514 msnm                           |                                            |                                          | Modifica les dades a Wikidata |
|        | Cal Xera         | Castellfollit de Riubregós                    | masia        | Estil: arquitectura popular              | 41° 47′ 52″ N, 1° 26′ 42″ E / 41.7978°N,1.44495°E 610 msnm                                             | bé integrant del patrimoni cultural català | Cal Xera                                 | Modifica les dades a Wikidata |
|        | Caseta del Martí | Castellfollit de Riubregós                    | masia        |                                          | 41° 47′ 48″ N, 1° 25′ 13″ E / 41.7967129306264°N,1.42024528181053°E 452 msnm                           |                                            |                                          | Modifica les dades a Wikidata |
|        | Coletes          | Castellfollit de Riubregós                    | masia        |                                          | 41° 44′ 56″ N, 1° 25′ 04″ E / 41.7488995557471°N,1.41783426956699°E                                    |                                            |                                          | Modifica les dades a Wikidata |
|        | Lo Maset         | Castellfollit de Riubregós                    | masia        | Estat: ruïnós                            | 41° 44′ 32″ N, 1° 26′ 16″ E / 41.7421576724852°N,1.43787842631377°E 647 msnm                           |                                            |                                          | Modifica les dades a Wikidata |
|        | Marçà            | Castellfollit de Riubregós                    | masia        |                                          | 41° 46′ 11″ N, 1° 25′ 25″ E / 41.7698022207442°N,1.42360078347968°E 524 msnm                           |                                            |                                          | Modifica les dades a Wikidata |
|        | Masdengoles      | Castellfollit de Riubregós                    | masia        |                                          | 41° 44′ 53″ N, 1° 25′ 46″ E / 41.748082124229°N,1.4293397549477°E 610 msnm                             |                                            |                                          | Modifica les dades a Wikidata |
|        | cal Marquès      | Castellfollit de Riubregós                    | masia        | Estil: arquitectura popular 17th century | 41° 46′ 39″ N, 1° 27′ 41″ E / 41.77737°N,1.46134°E ca:Carretera d'Enfesta 486 msnm                     | bé integrant del patrimoni cultural català | Cal Marquès (Castellfollit de Riubregós) | Modifica les dades a Wikidata |
|        | l'Hostal Cremat  | Castellfollit de Riubregós                    | masia        |                                          | 41° 44′ 07″ N, 1° 26′ 07″ E / 41.7351973305235°N,1.43536567387124°E                                    |                                            |                                          | Modifica les dades a Wikidata |
|        | la Martina       | Castellfollit de Riubregós                    | masia        | Estil: arquitectura popular              | 41° 47′ 17″ N, 1° 27′ 07″ E / 41.7881°N,1.45193°E 580 msnm                                             | bé integrant del patrimoni cultural català | La Martina (Castellfollit)               | Modifica les dades a Wikidata |

## molí d'aigua
| imatge | Nom              | Ubicat a                   | instància de | Detalls                                                | coordenades                                                                              | Protecció                                  | Commons (més fotos) | Dades a WD                    |
| ------ | ---------------- | -------------------------- | ------------ | ------------------------------------------------------ | ---------------------------------------------------------------------------------------- | ------------------------------------------ | ------------------- | ----------------------------- |
|        | Molí d'Enfesta   | Castellfollit de Riubregós | molí d'aigua | Estil: arquitectura popular                            | 41° 46′ 45″ N, 1° 28′ 10″ E / 41.779252°N,1.469364°E 488 msnm                            | bé integrant del patrimoni cultural català |                     | Modifica les dades a Wikidata |
|        | Molí dels Frares | Castellfollit de Riubregós | molí d'aigua | Estil: arquitectura popular 16th century Estat: ruïnós | 41° 47′ 07″ N, 1° 25′ 39″ E / 41.785236°N,1.427412°E ca:Dreta del riu Llobregós 457 msnm | bé integrant del patrimoni cultural català | Molí dels Frares    | Modifica les dades a Wikidata |

## muntanya
| imatge | Nom               | Ubicat a                              | instància de | Detalls | coordenades                                                                    | Protecció | Commons (més fotos) | Dades a WD                    |
| ------ | ----------------- | ------------------------------------- | ------------ | ------- | ------------------------------------------------------------------------------ | --------- | ------------------- | ----------------------------- |
|        | Pedra Lliure      | la Molsosa Castellfollit de Riubregós | muntanya     |         | 41° 47′ 27″ N, 1° 28′ 17″ E / 41.79088611°N,1.4715°E 597 msnm                  |           |                     | Modifica les dades a Wikidata |
|        | Puig de la Pinada | Castellfollit de Riubregós            | muntanya     |         | 41° 46′ 32″ N, 1° 24′ 56″ E / 41.775609°N,1.415534°E 637 msnm                  |           | Puig de la Pinada   | Modifica les dades a Wikidata |
|        | Puig-oriol        | Torà Castellfollit de Riubregós       | muntanya     |         | 41° 48′ 07″ N, 1° 25′ 35″ E / 41.801833°N,1.426476°E Serra de Cellers 571 msnm |           | Puig-oriol          | Modifica les dades a Wikidata |
|        | Serra de Cascats  | Castellfollit de Riubregós            | muntanya     |         | 41° 46′ 04″ N, 1° 25′ 40″ E / 41.7678°N,1.42769°E 616 msnm                     |           |                     | Modifica les dades a Wikidata |
|        | Tossal Caterí     | Castellfollit de Riubregós            | muntanya     |         | 41° 45′ 57″ N, 1° 25′ 29″ E / 41.7659°N,1.42461°E 597 msnm                     |           |                     | Modifica les dades a Wikidata |
|        | Turó del Benet    | Castellfollit de Riubregós            | muntanya     |         | 41° 46′ 04″ N, 1° 25′ 09″ E / 41.7677°N,1.41915°E 574 msnm                     |           |                     | Modifica les dades a Wikidata |

## Misc
| imatge | Nom                                             | Ubicat a                                         | instància de                                   | Detalls                                        | coordenades | Protecció                                            | Commons (més fotos)                       | Dades a WD                    |
| ------ | ----------------------------------------------- | ------------------------------------------------ | ---------------------------------------------- | ---------------------------------------------- | --- | ---------------------------------------------------- | ----------------------------------------- | ----------------------------- |
|        | Castellfollit de Riubregós                      | Castellfollit de Riubregós                       | entitat singular de població capital municipal | 151 hab                                        | 41° 46′ 34″ N, 1° 26′ 17″ E / 41.77617878°N,1.43805054°E 480 msnm                                                                  |                                                      |                                           | Modifica les dades a Wikidata |
|        | Llobregós                                       | Segarra Anoia Noguera província de Lleida        | curs d'aigua                                   | Desemboca: Segre Llarg: 36.7km Conca: 609.7km² | 41° 47′ 14″ N, 1° 34′ 13″ E / 41.78720111111111°N,1.5703588888888889°E 41° 55′ 05″ N, 1° 10′ 27″ E / 41.91796694444445°N,1.17404°E |                                                      | Llobregós                                 | Modifica les dades a Wikidata |
|        | Pedra Lliure                                    | Castellfollit de Riubregós                       | menhir                                         |                                                | 41° 47′ 24″ N, 1° 28′ 17″ E / 41.7901170075192°N,1.4712661437122°E 575 msnm                                                        |                                                      |                                           | Modifica les dades a Wikidata |
|        | Plaça Major de Castellfollit de Riubregós       | Castellfollit de Riubregós                       | plaça                                          | Estil: arquitectura popular                    | 41° 46′ 34″ N, 1° 26′ 17″ E / 41.7761°N,1.43807°E 478 msnm                                                                         | bé integrant del patrimoni cultural català           | Plaça Major de Castellfollit de Riubregós | Modifica les dades a Wikidata |
|        | Serra de Cellers                                | Torà Castellfollit de Riubregós la Molsosa Pinós | serra                                          | Llarg: 8.7km                                   | 41° 47′ 55″ N, 1° 27′ 27″ E / 41.79853333°N,1.45736389°E 778 msnm                                                                  |                                                      | Serra de Cellers                          | Modifica les dades a Wikidata |
|        | cabana de l'Armena                              | Castellfollit de Riubregós                       | cabana de volta                                |                                                | 41° 48′ 03″ N, 1° 26′ 18″ E / 41.800699°N,1.438269°E ca:Enpuig-oriols 590 msnm                                                     |                                                      | Cabana de l'Armena                        | Modifica les dades a Wikidata |
|        | casa consistorial de Castellfollit de Riubregós | Castellfollit de Riubregós                       | casa consistorial                              |                                                | 41° 46′ 34″ N, 1° 26′ 15″ E / 41.77608°N,1.4376301°E                                                                               |                                                      |                                           | Modifica les dades a Wikidata |
|        | creu de Cervera                                 | Castellfollit de Riubregós                       | creu de terme                                  | Estil: arquitectura gòtica                     | 41° 46′ 34″ N, 1° 26′ 16″ E / 41.775993°N,1.437683°E 482 msnm                                                                      | bé integrant del patrimoni cultural català           | Creu de Cervera (Castellfollit)           | Modifica les dades a Wikidata |
|        | torre del Ballester                             | Castellfollit de Riubregós                       | torre de defensa                               | Estil: arquitectura romànica                   | 41° 46′ 40″ N, 1° 26′ 08″ E / 41.777718°N,1.435443°E ca:Camí rural sortint de la crta. C-1412a km 28,2 521 msnm                    | bé d'interès cultural bé cultural d'interès nacional | Torre d'en Balet                          | Modifica les dades a Wikidata |